# Margaret Leslie Canby
Margaret Leslie Canby (6 de agosto de 1904 - 11 de abril de 1988) fue una botánica, y taxónoma estadounidense que desarrolló actividades académicas en el "Departamento de Biología", del Pomona College, especializada en la familia Asteraceae con énfasis en el género Corethrogyne.

## Algunas publicaciones
- 1928. Some Features of the Morphology and Anatomy of the Crucifer Flower. Ed. Cornell University, 	48 p.

- 1927. The genus Corethrogyne in southern California

- La abreviatura «M.L.Canby» se emplea para indicar a Margaret Leslie Canby como autoridad en la descripción y clasificación científica de los vegetales.[5]